# Шивпури, Судха
Судха Шивпури (англ. Sudha Shivpuri; 14 июля 1937 — 20 мая 2015) — индийская актриса

 театра, кино и телевидения. Награждена премией Академии Сангит Натак за достижения в области театра.

## Биография
Потеряв отца в юном возрасте, Судха стала играть на сцене, чтобы помочь больной матери.
В 1968 году она вышла замуж за театрального актёра Ома Шивпури, с которым работала в театре в Дели.
Вскоре супружеская пара основала собственную театральную компанию под названием Dishantar, в спектаклях которой Ом был режиссёром, а Судха — ведущей актрисой.
В 1974 году Судха переехала в Бомбей, после того как её муж начал сниматься в Болливуде.
Ей стали поступать предложения ролей в кино, и в 1977 году она дебютировала на большом экране в фильме «Хозяин» режиссёра Басу Чаттерджи, исполнив роль матери главной героини.
Впоследствии она сыграла в таких фильмах, как Sawan Ko Aane Do (1979), «Весы правосудия» (1980), «Пылающий поезд» (1980), «Всемогущий» (1982), «Наша невестка Алка» (1982), Sun Meri Laila (1983), «Госпожа Майя» (1993) и «Похищенная» (2003).
После смерти мужа в 1990 году Судха сосредоточила основное внимание на ролях в телесериалах.
Среди её работ — сериалы Sheeshe Ka Ghar, Waqt Ka Dariya, Daman, Santoshi Maa, Yeh Ghar, «Обещание», Kis Desh Mein Hai Meraa Dil, Missing, Rishtey, Sarhadein и Bandhan.
Но самой известной её ролью стала Баа в мыльной опере Kyunki Saas Bhi Kabhi Bahu Thi (2000—2008), принесшая ей несколько наград.
Судха Шивпури перенесла инсульт 2 декабря 2013 года, что отразилось на её моторных навыках.
В январе 2015 года она вновь была доставлена в больницу, где скончалась 20 января, проведя три последних дня в коме.
У актрисы остались сын Винит, ассистент режиссёра, и дочь Риту, актриса.